# ليلى الحمود
ليلى خضر الحمود، كاتبة مسرحية أردنية. ولدت عام 1945 في عكا. تخرجت من مدرسة الخليل الثانوية للبنات عام 1961، وحصلت على بكالوريوس الآداب من جامعة قار يونس في بنغازي، ليبيا عام 1978.
عملت من 1961 حتى 1969 مدرّسة في الأردن، وفي رأس الخيمة في الإمارات العربية المتحدة والكويت وليبيا. كما عملت مترجمة في السفارة الصينية في ليبيا من 1976-1979. كان لها عمود في جريدة الرأي الأردنية منذ عام 1989، وهي عضوة في اللجنة الوطنية العليا لمشروع مكتبة الأسرة الأردنية التابعة لوزارة الثقافة الأردنية منذ عام 2007. كما أنها عضوة في اتحاد الكتّاب والأدباء الأردنيين، وكانت عضوة في هيئته الإدارية لخمس دورات.

## أعمالها
من مؤلفاتها:
- "ليلى وذئب الحدود"، مسرحيّة شعريّة، دار النسر، عمّان، 1992.
- "سانتا"، أوبريت- قصة، دار النسر، عمّان، 1992.
- "العائدون"، مسرحيّة شعريّة، دار يافا العلمية، عمّان، 1996.
- "صلاة في المنفى"، شعر، دار الينابيع، عمّان، 1997.
- "زهرة النرجس"، قصص قصيرة، دار الينابيع، عمّان، 1997.
- "ليته لم يعد"، قصص، دار يافا العلمية، عمّان، 2008.
- "اذكروني"، شعر، دار يافا العلمية، عمّان، 2008.

ولها ثلاثون قصة للأطفال، صدرت في مجموعات عن دار الفكر ودار المنهل بعمّان خلال الفترة (2007-2009).